# مالكوم ماكسويل
مالكوم ماكسويل (بالإنجليزية: Malcolm Maxwell)‏ هو أكاديمي أمريكي، ولد في 1934، وتوفي في 2007.